# Allianz
Allianz SE — німецька фінансова транснаціональна корпорація, заснована у 1890 році, головний офіс у Мюнхені. Її основним напрямком діяльності є страхування. Станом на 2013 рік, це найбільша у світі страхова компанія, 11 за величиною фінансова група та 25 найбільша компанія за оцінкою журналу Forbes. Також це найбільша фінансова компанія за обсягом доходу, станом на 2012 рік.
Група Allianz присутня у більш ніж 70 країнах на 5 континентах. Майже 143 тис. співробітників обслуговують близько 83 мільйони клієнтів. Чистий прибуток групи у 2016 році склав майже 7 млрд Євро.

## Галерея

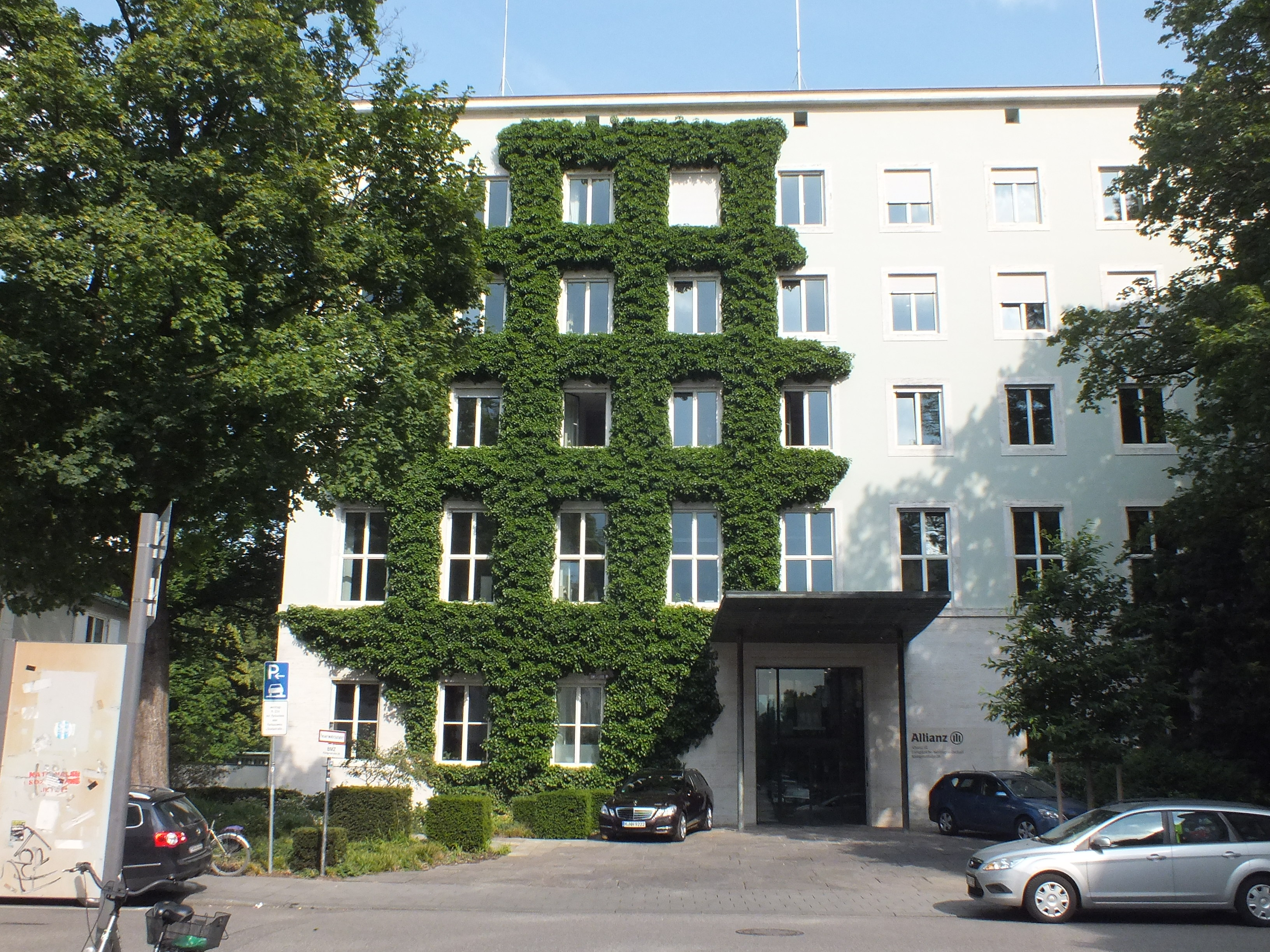
Головний офіс Allianz у Мюнхені
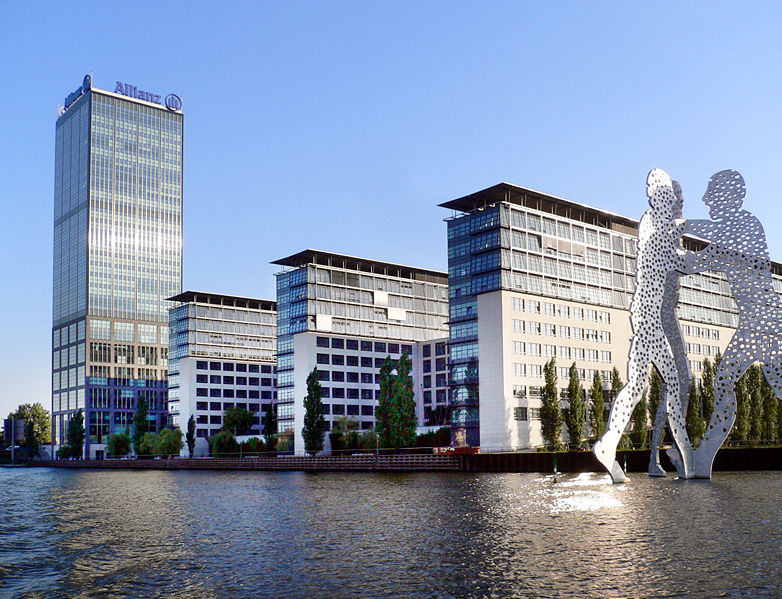
Комплекс Allianz у Берліні
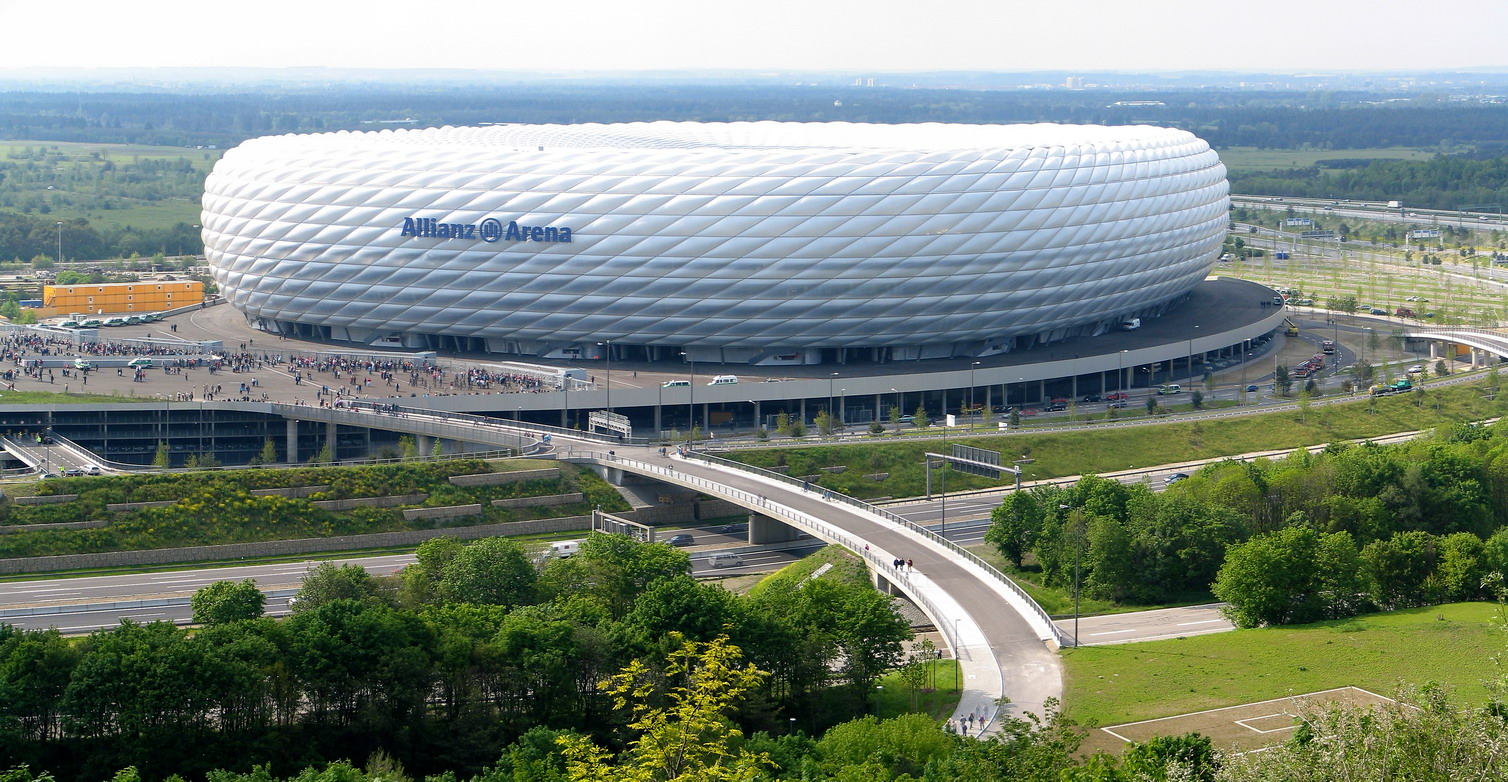
Allianz Arena у Мюнхені
Країни присутності групи Allianz